# Tłok (silnik spalinowy)

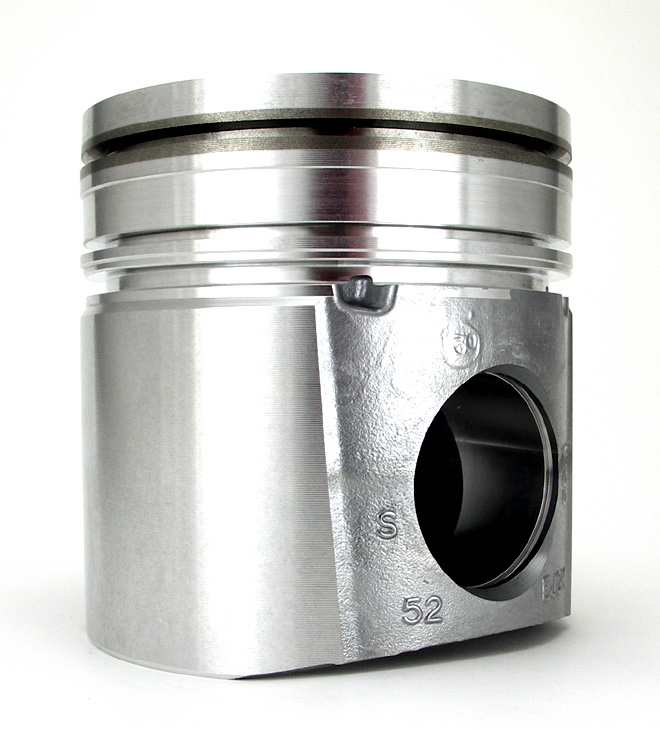
Tłok silnika z zapłonem samoczynnym

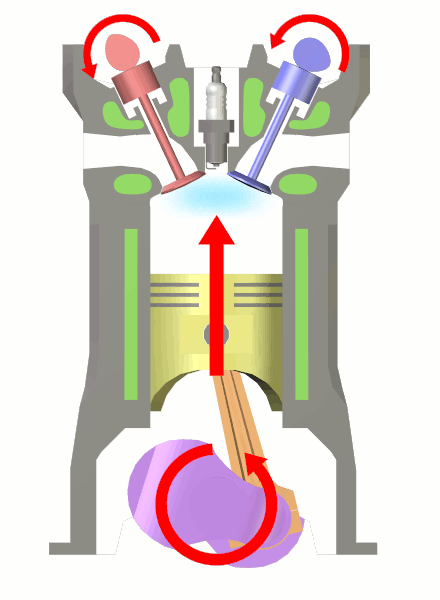
Korbowód (pomarańczowy) połączony z tłokiem (żółty) i wałem korbowym (fioletowy) w czterosuwowym silniku spalinowym

Tłok silnika szczególny rodzaj tłoka połączony przegubowo (sworzniem) z korbowodem, wykorzystywany do odbierania energii mechanicznej spalanej mieszanki. Większość tłoków silników spalinowych wykonuje się ze stopów aluminium z krzemem.
Tłok spełnia wiele zadań:
- uszczelnia cylinder (za pomocą pierścieni),
- przekazuje siłę nacisku gazów na dalsze części mechanizmu korbowego – do wału korbowego,
- prowadzi górną część korbowodu.

W procesie produkcji przeprowadza się selekcję tłoków pod względem wymiarów i masy. Pierwsza pozwala wybrać tłok o optymalnym luzie między tłokiem a cylindrem przy ograniczonej ilości braków podczas produkcji. Druga, selekcja tłoka w zależności od masy ułatwia wyrównoważenie układu korbowo-tłokowego. Tłok funkcjonalnie dzieli się na: denko, piastę tłoka, część pierścieniową, część nośną.
Denko – może mieć różny kształt, zależnie od typu komory spalania. Najprostszym denkiem jest denko płaskie. Denko lekko wypukłe zwiększa sztywność konstrukcji. Denko tego typu jest stosowane w silnikach o zapłonie iskrowym oraz w silnikach o zapłonie samoczynnym z komorami dzielonymi. Stosowanie niewielkich podcięć i wybieranie materiału w denku nie kształtują komory spalania, a jedynie zabezpieczają przed uderzeniami zaworu i kierują przepływem gazów. Denko tłoka jest nagrzewane gazami spalinowymi. Nie styka się ono z gładzią cylindra, dlatego budowa ma ułatwić odpływ ciepła do części pierścieniowej. Najprostszym sposobem jest odpowiednie ukształtowanie wewnętrznych powierzchni denka w celu ułatwienia odpływu ciepła do pierwszego pierścienia tłokowego. W silnikach mocno obciążonych cieplnie musi być chłodzenie denka od skrzyni korbowej.
Piasta tłoka służy do osadzania sworznia tłokowego. W celu uzyskania równomiernego nacisku na powierzchni nośnej, oś piasty sworznia powinna być w połowie części nośnej. Położenie takie jest jednak niekorzystne, gdyż powoduje skłonność tłoka do wychyleń bocznych, co prowadzi do szybszego zużycia i hałasu. Dlatego piasta znajduje się z reguły w środku ciężkości tłoka, a więc nieco bliżej denka.
Część pierścieniowa znajduje się na górze tłoka, w silnikach dwusuwowych występują 1 - 4 pierścieni. Pierwszy pierścień od góry służy do uszczelniania cylindra, nazywamy go pierścieniem uszczelniającym, drugi pierścień znajdujący się na dole nazywany jest pierścieniem zbierającym lub zgarniającym, służy on do zbierania paliwa, które następnie tłok wypycha w dół cylindra, a następnie karterami wprowadza je do górnej części cylindra. Większe sprężanie zależy od ilości pierścieni uszczelniających tzn. im większa ich liczba, tym większe sprężanie. Pierścienie uszczelniające to np. w przypadku tłoka 3-pierścieniowego dwa pierścienie, patrząc od góry. Każdy pierścień oprócz znajdującego się na samym dole to pierścień uszczelniający.